# 자유광장 (브르노)

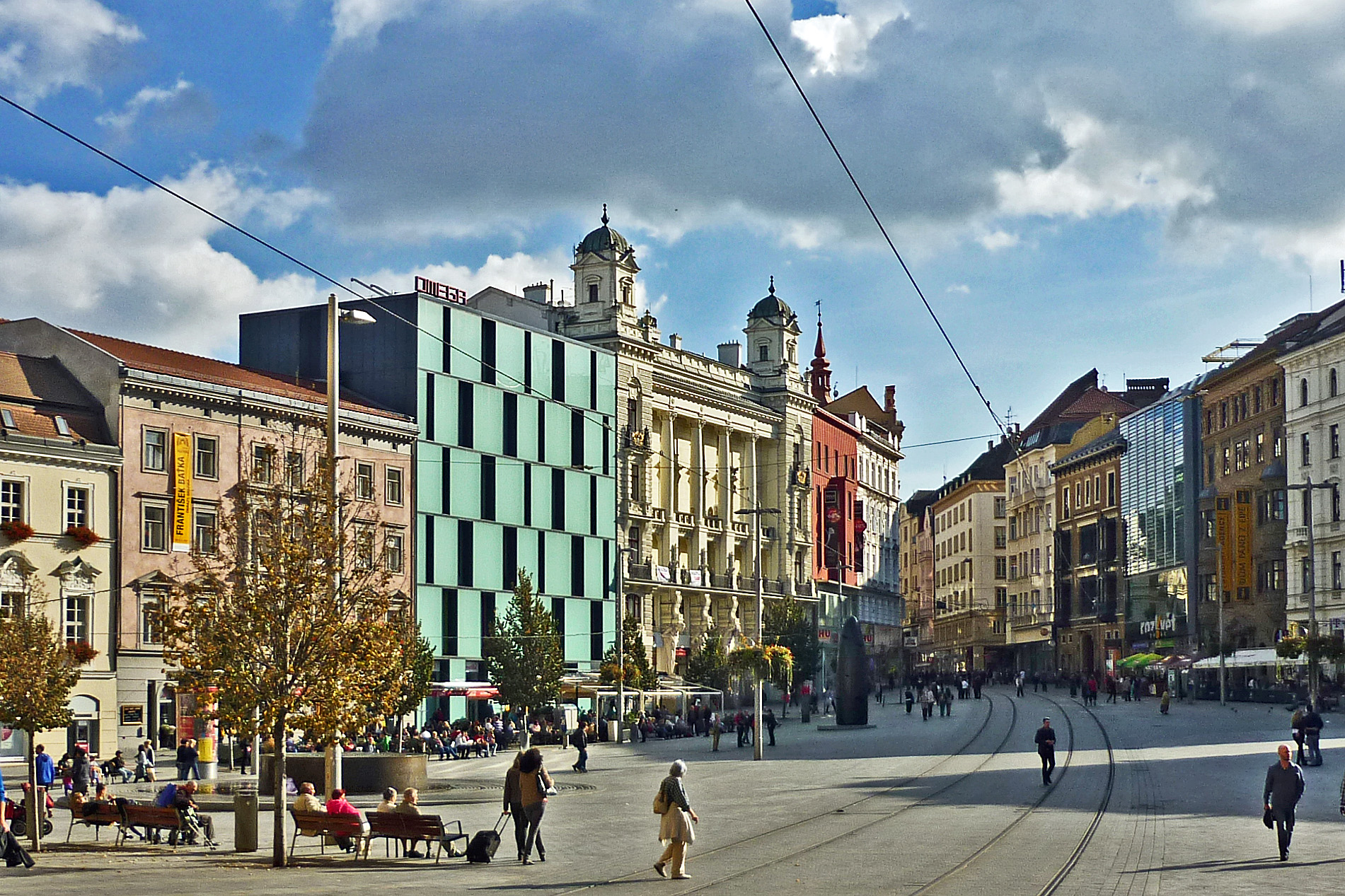
자유광장

자유광장(체코어: Náměstí Svobody), 스보보디 광장은 체코 남모라바주 브르노에 있는 주요 광장이다. 13세기에 세 개의 무역로가 교차하는 지점에 만들어졌기 때문에 대략 삼각형 모양을 갖게 되었다. 현재 7개의 거리가 이곳으로 이어져 있다.